# Batalha de Golymin
A Batalha de Golymin ocorreu em 26 de dezembro de 1806 durante as Guerras Napoleônicas em Gołymin, Polônia, entre cerca de 17.000 soldados russos com 28 canhões sob o comando do príncipe Golitsyn e 38.000 soldados franceses sob o comando do marechal Murat. As forças russas se desvincularam com sucesso das forças francesas superiores. A batalha ocorreu no mesmo dia da Batalha de Pułtusk.

## Antecedentes

### Situação estratégica
Depois de conquistar a Prússia no outono de 1806, Napoleão entrou na Polônia para enfrentar o exército russo, que se preparava para apoiar os prussianos até sua derrota repentina. Atravessando o rio Vístula, o corpo avançado francês tomou Varsóvia em 28 de novembro de 1806.
O exército russo estava sob o comando geral do marechal de campo Mikhail Kamensky, mas ele estava velho e ficando enfermo. O Primeiro Exército russo de cerca de 55.000 a 68.000 homens,  comandado pelo Conde Bennigsen, recuou do Vístula para a linha do rio Wkra,  para se unir ao Segundo Exército, com cerca de 37.000 homens,  sob Buxhowden, que se aproximava da Rússia e ainda estava a cerca de 15 dias de marcha do Primeiro Exército. No entanto, percebendo seu erro ao permitir que os franceses cruzassem o Vístula, Kamensky avançou no início de dezembro para tentar recuperar a linha do rio.  As forças francesas cruzaram o rio Narew em Modlin em 10 de dezembro, e o Corpo Prussiano comandado por Lestocq não conseguiu retomar Thorn. Isso levou Bennigsen em 11 de dezembro a emitir ordens para recuar e manter a linha do rio Wkra. 
Quando isso foi relatado a Napoleão, ele assumiu que os russos estavam em plena retirada. Ele ordenou que as forças sob Murat (o 3º corpo de Davout, 7º de Augereau e 5º sob Lannes e o 1º Corpo de Reserva de Cavalaria) perseguissem em direção a Pułtusk enquanto Ney, Bernadotte e Bessières (6º, 1º e 2º Corpo de Reserva de Cavalaria, respectivamente) virassem a direita russa e o de Soult (4º Corpo) ligasse as duas alas do exército. 
Kamensky reverteu a retirada russa e ordenou um avanço para apoiar as tropas no rio Ukra.  Por causa disso, os franceses tiveram dificuldade em atravessar o rio e até Davout foi forçado a fazer uma travessia perto da junção do Wkra e do Narew em 22 de dezembro  que os franceses conseguiram avançar.
Em 23 de dezembro, após um confronto em Soldau com o 1º Corpo de Bernadotte, o corpo prussiano sob Lestocq foi levado para o norte em direção a Königsberg. percebendo o perigo, Kamensky ordenou uma retirada para Ostrolenka. Bennigsen decidiu desobedecer e lutar em 26 de dezembro em Pułtusk. A noroeste, a maior parte da 4ª Divisão comandada pelo general Golitsyn e a 5ª Divisão sob o general Dokhturov estavam voltando para Ostrolenka através da cidade de Golymin. A 3ª Divisão sob o comando do general Sacken, que havia sido o elo com os prussianos, também estava tentando se retirar via Golymin, mas foi levada mais ao norte pelos franceses para Ciechanów. Algumas das unidades da 4ª Divisão estavam em Pułtusk. 

### Clima
O clima causou sérias dificuldades para ambos os lados. O clima ameno do outono durou mais do que o normal.  Normalmente, as geadas tornavam as estradas inadequadas para o trânsito após as condições lamacentas do outono, mas em 17 de dezembro houve um degelo,  seguido por um degelo de dois dias a partir de 26 de dezembro.  O resultado foi que ambos os lados acharam muito difícil manobrar. Em particular, os franceses (enquanto avançavam) tiveram grande dificuldade em trazer sua artilharia e, portanto, não tinham nenhuma disponível em Golymin.
Houve também dificuldades de abastecimento. O capitão Marbot, que estava servindo com Augereau, escreveu: "Choveu e nevou incessantemente. As provisões tornaram-se muito escassas; não havia mais vinho, quase nenhuma cerveja, e o que havia de muito ruim, nenhum pão, e quartos pelos quais tivemos que lutar contra os porcos e as vacas." 

### Terreno
A aldeia de Golymin ficava em uma área plana, com ligeiras elevações ao norte e nordeste. Bosques e pântanos quase cercavam a aldeia. Da aldeia, a estrada para Pułtusk corria para sudeste, para Ciechanów para noroeste e para Makow (o destino da retirada russa) para nordeste. Uma trilha ligava Golymin à pequena vila de Garnow, ao sul. A aldeia de Ruskowo ficava a sudoeste, e a de Kaleczin, a uma curta distância, a oeste. Wadkowo ficava mais adiante na estrada Ciechanów.

## Batalha
Na manhã de 26 de dezembro, elementos da 4ª Divisão de Golitsyn chegaram a Golymin. Eles estavam exaustos demais para continuar até Makow e Golitsyn também precisava esperar por unidades da 3ª Divisão de Sacken. Na aldeia, ele encontrou Dokhturov, que havia enviado a maior parte de sua 5ª Divisão para Makow, mas permaneceu em Golymin com um regimento de dragões e outro de infantaria. Golitsyn esperava descansar seus homens antes de continuar sua retirada.   
O Corpo de Cavalaria da Reserva de Murat e o 7º Corpo de Cavalaria de Augereau partiram em direção à cidade ao amanhecer (por volta das 7 da manhã). A Divisão de Cavalaria de Lasalle foi a primeira a chegar do sudoeste por volta das 10h.  Golitsyn reforçou sua retaguarda de dois esquadrões de cavalaria com três esquadrões de couraceiros, e os homens de Lasalle foram expulsos para a floresta. Mas por volta das 14h O Corpo de Augereau apareceu do leste. Golitsyn desistiu de sua tentativa de recuar, pois seus homens estavam exaustos demais para se retirar sem lutar. Ele enviou um regimento de infantaria sob o comando do príncipe Shcherbatov para os bosques ao redor de Kaleczin e colocou o resto de suas tropas na frente de Golymin. Ele colocou sua cavalaria e as tropas de Dokhturov como suas reservas e posicionou o resto de sua divisão na frente de Golymin.
As duas divisões de Augereau avançaram, a de Haudelet à esquerda de Ruskow e Desjardins à direita de Wadkow. A divisão de Desjardin a princípio expulsou Shcherbatov, mas sendo reforçado por um batalhão de infantaria e com o apoio de seus canhões, os russos repeliram os franceses. A divisão de Heudelet fez muito pouco progresso. Durante o resto do dia, as forças se enfrentaram enquanto os homens de Heudelet empurravam lentamente a direita russa.

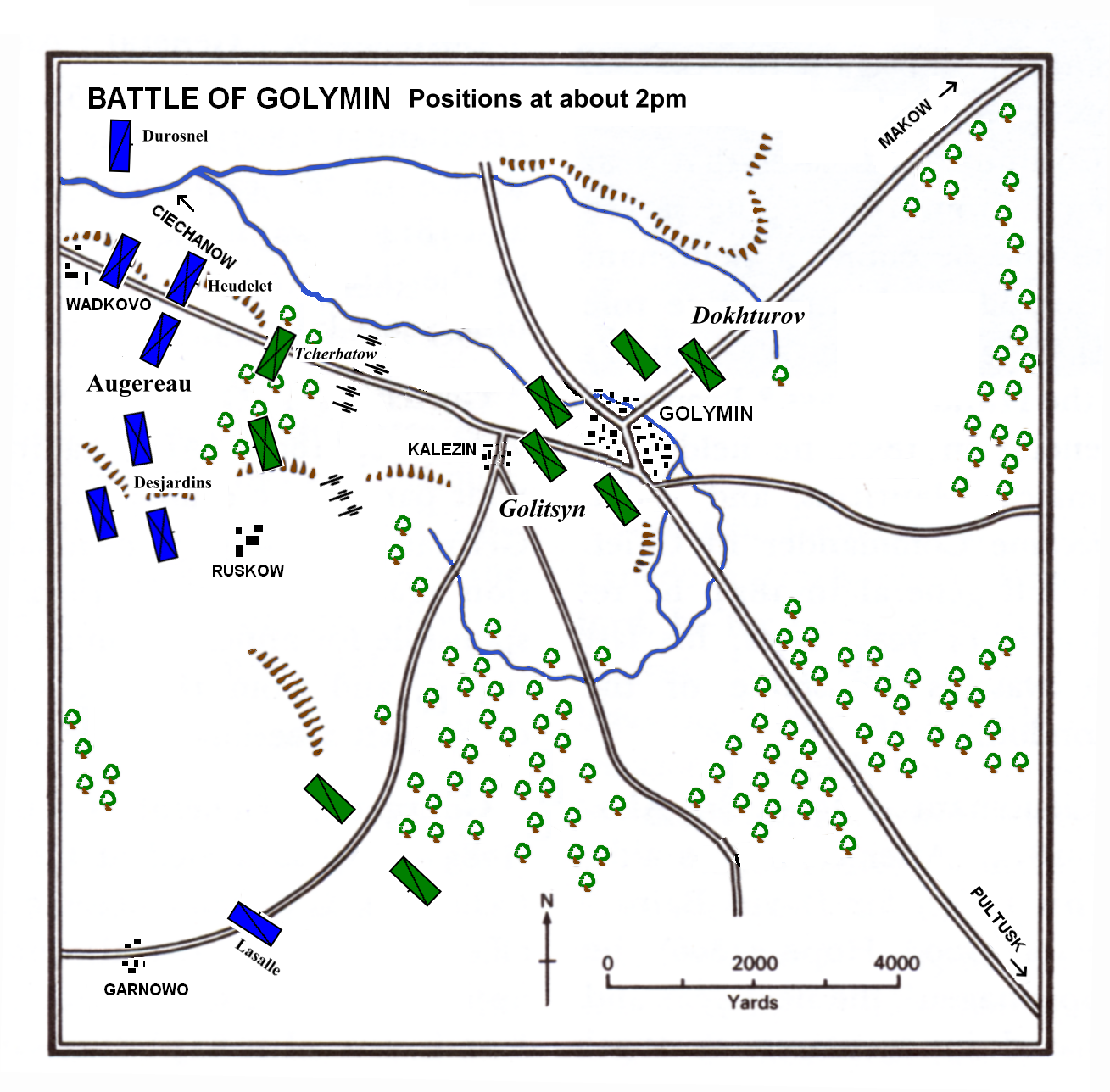
Batalha de Golymin por volta das 14h

Mais ou menos na mesma época em que o ataque de Augereau começou, Murat chegou ao redor de Garnow com as divisões de cavalaria de Klein e Milhaud, e a cavalaria ligeira de Davout. Eles levaram a cavalaria russa para a floresta ao sul de Golymin, mas foram incapazes de prosseguir porque o terreno era inadequado para cavalaria.
A força de Golitsyn foi agora reforçada por dois regimentos de cavalaria das 7ª e 8ª divisões, que passaram pela cavalaria de Augereau na estrada de Ciechanów. No entanto, a 1ª Divisão de Davout sob Morand estava começando a chegar do sudeste. Golitsyn enviou três batalhões de infantaria para os bosques e pântanos ao sul de Golymin, e dois regimentos de cavalaria para cobrir a estrada de Pułtusk.
Por volta das 15h30  a primeira brigada de Morand atacou. Depois de uma luta, eles expulsaram os russos. Davout viu que os russos estavam tentando se retirar para Makow e enviou a segunda brigada de Morand para avançar pela estrada de Pułtusk. Uma unidade de dragões liderada pelo general Rapp atacou a cavalaria russa na estrada, mas descobriu que os pântanos de ambos os lados continham infantaria russa até a cintura na água e a salvo da cavalaria. Os dragões foram expulsos e Rapp foi ferido. Depois de tomar a floresta, a divisão de Morand não avançou mais, preocupada que haveria mais perdas inúteis. 

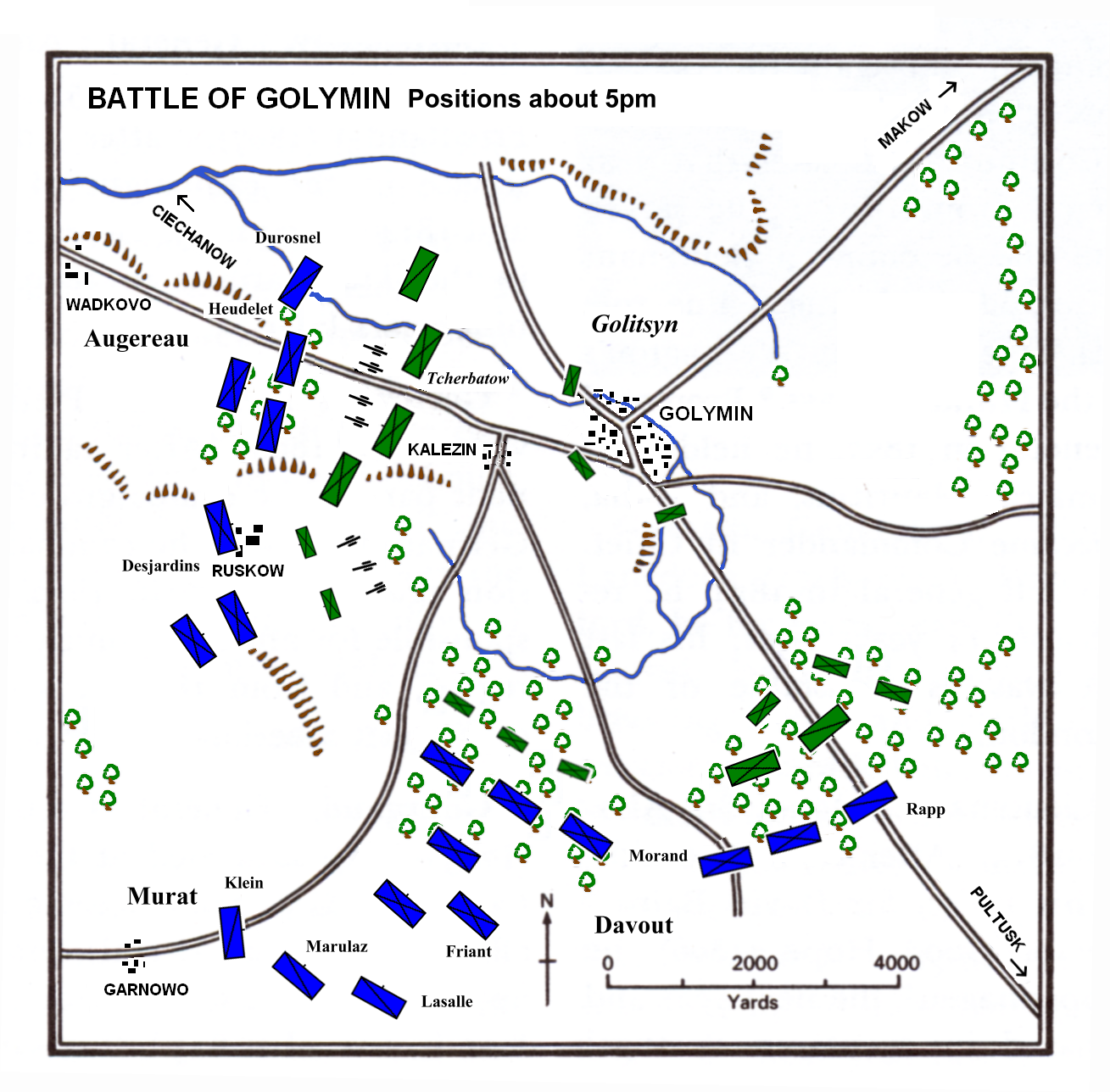
Batalha de Golymin por volta das 17h

A noite havia caído e os russos começaram a se retirar. Os homens de Dokhturov abriram caminho para Makow, então por volta das 21 horas Golitsyn enviou suas artilharia, cavalaria e depois sua infantaria.
Augereau ocupou Golymin no início de 27 de dezembro.
As perdas de ambos os lados parecem ter sido em torno de 800. 

## Análise
Golitsyn tinha as vantagens do terreno e apoio de seus canhões, enquanto os franceses não tinham artilharia. Os ataques franceses também foram descoordenados, no final do dia e, ao anoitecer, iluminados como alvos pelas aldeias em chamas. Por outro lado, os homens de Golitsyn estavam exaustos e em desvantagem numérica de dois para um. Sua feroz resistência levou Murat a dizer a Napoleão:

Pensamos que o inimigo tinha 50.000 homens, citando Hoepfner, General E von,. "Der Kreig von 1806 und 1807" Berlin, 1855. iii, 126
Enquanto os franceses mantinham o campo, Golitsyn alcançou seu objetivo de se retirar e Murat não conseguiu detê-lo.

## Consequências
A ação retardadora bem-sucedida do general Golitsyn, combinada com o fracasso do corpo de Soult em passar pelo flanco direito russo, destruiu a chance de Napoleão de ficar atrás da linha russa de retirada e prendê-los contra o rio Narew.
A resistência obstinada e a obediência às ordens da infantaria russa impressionaram muito os franceses. Capitão Marbot observou:

As colunas russas estavam neste momento passando pela cidade [Golymin], e sabendo que o Marechal Lannes estava marchando para cortar sua retirada capturando Pułtusk, três léguas mais adiante, eles estavam tentando chegar a esse ponto diante dele a qualquer preço. Portanto, embora nossos soldados dispararam contra eles a 25 passos, eles continuaram sua marcha sem responder, porque para fazê-lo eles teriam que parar, e cada momento era precioso.  Então cada divisão, cada regimento, passou, sem dizer uma palavra ou diminuir seu ritmo por um momento. As ruas estavam cheias de mortos e feridos, mas não era para ser ouvido um gemido, pois eles eram proibidos. 
As 5ª e 7ª Divisões russas retiraram-se para o corpo principal do exército em Różan. As forças de Bennigsen recuaram para Nowogród no rio Narew, unindo-se em 1 de janeiro de 1807 com as forças sob Buxhowden.
Em 28 de dezembro, Napoleão interrompeu seu avanço e, tendo perdido contato com o exército russo, decidiu entrar em seus quartéis de inverno. Suas tropas estavam exaustas e descontentes, e a situação do abastecimento estava em grande desordem. 
A ruptura nas hostilidades não durou muito. Em 8 de fevereiro de 1807 os dois exércitos se enfrentaram na terrível Batalha de Eylau.

## Forças envolvidas
Esta lista é derivada das unidades mencionadas na "Campanha de Napoleão na Polônia 1806–1807" de Petre  e verificando os detalhes das mesmas formações para a ordem das batalhas para Jena  e Elyau.  A unidade de cavalaria de Milhaud não aparece em nenhuma das referências.
A lista francesa é mais detalhada, pois há mais fontes para trabalhar. Petre estava usando os arquivos do Exército Francês para sua pesquisa, e a maioria dos detalhes da unidade parece ter sido tirada de lá. As fontes referidas fornecem composições de unidades para batalhões e esquadrões individuais.
A fonte de Petre para as unidades russas presentes foram as memórias de Sir Robert Wilson, oficial de ligação britânico com o exército russo. Este foi publicado em 1810 ("Observações sobre o exército russo"). Não parece conter mais informações para ajudar a identificar unidades individuais. O artigo de Stolarski parece fazer muitas suposições sobre a ordem de batalha russa em Eylau para ser confiável. 
Franceses
- Corpo de Cavalaria de Reserva - Marechal Murat
  - Divisão de Cavalaria Ligeira sob Lasalle - Duas Brigadas totalizando 12 esquadrões de Hussardos e Chasseurs;
  - Brigada de Cavalaria Ligeira sob Milhaud - Quatro esquadrões (?) (800 homens); [24]
  - Divisão de Cavalaria de Dragões sob Klein – Três Brigadas totalizando 19 esquadrões de Dragões.
- 3º Corpo - Marechal Davout
  - 1ª Divisão de Infantaria sob Morand – Três Brigadas totalizando 12 batalhões de infantaria;
  - 2ª Divisão de Infantaria sob Friant - Três Brigadas totalizando 8 batalhões de infantaria (não engajados);
  - Divisão de Cavalaria Ligeira sob Marulaz - Nove esquadrões de Chasseurs.
- 7º Corpo - Marechal Augereau
  - 1ª Divisão de Infantaria sob Desjardin - Duas Brigadas totalizando 11 batalhões de infantaria;
  - 2ª Divisão de Infantaria sob Heudelet - Três Brigadas totalizando 11 batalhões de infantaria;
  - Divisão de Cavalaria Ligeira sob Durosnel - Sete esquadrões de Chasseurs.

Nota: Nenhuma peça de artilharia é mencionada, pois os franceses não conseguiram trazê-las devido às condições lamacentas. 
russos
- 4ª Divisão - Príncipe Golitsyn
  - 15 batalhões de infantaria;
  - 20 esquadrões de cavalaria (couraceiros e hussardos);
  - 28 peças.
- 7ª Divisão - General Dokhturov (parte)
  - 3 batalhões de infantaria;
  - 2 regimentos de cavalaria;
- 3ª Divisão – General Sacken (parte)
  - Alguma infantaria;
  - 2 regimentos de cavalaria.